# 金乌鸦奖
金乌鸦奖，是由天涯虚拟社区于2004年发起，网友自发投票评比的年度最恶心男女艺人、作品、娱乐事件等。评选没有官方进行运作，完全由民间自发进行网络评选颁奖。其中最恶心男艺人被称为“鸦王”或“恶帝”，最恶心女艺人被称为“鸦后”或“恶后”。

## 历届主要获奖者
| 届次            | 最恶心男艺人 | 最恶心女艺人 | 最恶心团体         |
| 第一届 2004年   | 张卫健       | 李湘         | -                  |
| 第二届 2005年   | 郭敬明       | 林志玲       | -                  |
| 第三届 2006年   | 郭敬明       | 李宇春       | -                  |
| 第四届 2007年   | 郭敬明       | 李旭丹       | -                  |
| 第五届 2008年   | 谢亚龙       | 李少红       | 红雷教             |
| 第六届 2009年   | 高晓松       | 陈鲁豫       | 脑残教             |
| 第七届 2010年   | 成龙         | 李少红       | 脑残教             |
| 第八届 2011年   | 于正         | 郭美美       | 脑残教             |
| 第九届 2012年   | 甄子丹       | 舒淇         | 护舒宝             |
| 第十届 2013年   | 王力宏       | 伊能静       | -                  |
| 第十一届 2014年 | 杜汶泽       | 姚晨         | 毒粉教             |
| 第十二届 2015年 | 周立波       | Angelababy   | 出轨教             |
| 第十三届 2016年 | 李连杰       | 赵薇         | 营销号             |
| 第十四届 2017年 | 薛之谦       | 林心如       | 分裂祖国教         |
| 第十五届 2018年 | 鄧倫         | 范冰冰       | 鄧倫粉絲           |
| 第十六届 2020年 | 羅志祥       | 方方         | 肖戰路人粉         |
| 第十七届 2021年 | 吳亦凡       | 鄭爽         | 湖南衛視主持人天團 |

## 历届详情

### 第一届（2004年）
- 鸦王：张卫健
- 鸦：李湘

### 第二届（2005年）
- 鸦王：郭敬明
- 鸦：林志玲

### 第三届（2006年）
- 鸦王：郭敬明
- 鸦：李宇春

### 第四届（2007年）
- 鸦王：郭敬明
- 鸦：李旭丹

### 第五届（2008年）
- 鸦王：谢亚龙
- 鸦：李少红
- 鸦群：红雷教（《红楼梦》2010版电视剧主创）

### 第六届（2009年）
- 鸦王：高晓松
- 鸦：陈鲁豫
- 鸦群：脑残教（偏激的韩国明星粉丝和选秀粉丝）

### 第七届（2010年）
- 鸦王
  - 金鸦王：成龙
  - 银鸦王：于小彤
  - 铜鸦王：吴宇森
- 鸦后
  - 金鸦：李少红
  - 银鸦：不可说小姐（章子怡）
  - 铜鸦：蒋梦婕
- 鸦团体：
  - 第一名：脑残教
  - 第二名：红雷教
  - 第三名：美人教（不是美女却出演了美女角色的女艺人）
- 鸦秀星：
  - 第一名：武艺
  - 第二名：魏晨
  - 第三名：曾轶可
- 鸦雷曲：
  - 第一名：《红雷组曲》
  - 第二名：《爱情买卖》
  - 第三名：《两个婆娘一个郎》[3]

### 第八届（2011年）
- 鸦王
  - 金鸦王：于正[4]
  - 银鸦王：谢霆锋
  - 铜鸦王：李阳
- 鸦后
  - 金鸦：郭美美（郭美美事件）
  - 银鸦：Selina（任家萱）
  - 铜鸦：徐熙媛
- 鸦团体：
  - 第一名：脑残教
  - 第二名：新还珠格格电视剧主创
  - 第三名：慈善三宝（不可说娘娘、郭美美、卢美美）

### 第九届（2012年）
- 鸦王：甄子丹
- 鸦：舒淇
- 终身成就奖：脑残教
- 鸦团体：护舒宝（冯小刚领衔，“维护”舒淇的影人团体）[5]
- 金乌鸦团体大奖：公知教（部分公共知识分子）

### 第十届（2013年）
- 鸦王
  - 冠军：王力宏
  - 亚军：于正
  - 季军：刘谦
- 鸦
  - 冠军：伊能静
  - 亚军：Selina
  - 季军：赵丽颖[6]

### 第十一届（2014年）
- 鸦王
  - 金鸦（王）：杜汶泽
  - 银鸦（王）：文章
  - 铜鸦（王）：谢霆锋
- 鸦
  - 金鸦：姚晨
  - 银鸦：王菲
  - 铜鸦：宋茜
- 鸦团体：
  - 金鸦（群）：毒粉教
  - 银鸦（群）：贝儿脑残粉
  - 铜鸦（群）：大漠谣

### 第十二届（2015年）
- 鸦王：周立波
- 鸦后：Angelababy
- 最乌鸦团体：出轨教

### 第十三届（2016年）
- 鸦王：李连杰
- 鸦后：赵薇
- 最乌鸦团体：营销号

### 第十四届（2017年）
- 最乌鸦男艺人：薛之谦
  - 提名：薛之谦、周杰伦、周立波
- 最乌鸦女艺人：林心如
  - 提名：林心如、赵薇、马蓉
- 最乌鸦女团体：分裂祖国教
  - 提名：拆谦队、老腊肉队、分裂祖国教

## 评价
“金乌鸦奖”的评选让草根阶层能够自由直率地说出自己的想法，让广大文化消费者真心发表对文化娱乐界大小事件和人物的观点，是网络时代多元化特征的反映。